# Ruhi Çenet
Ruhi Çenet (Aidim, 20 de outubro de 1990) é um youtuber e ator turco.

## Vida e carreira
Ruhi Çenet nasceu em 20 de outubro de 1990 em Aydın. Passou sua infância em Manisa e Bandırma. Concluiu seus estudos universitários na Índia em 2007 e voltou para a Turquia em 2011. Depois de chegar à Turquia, começou a produzir conteúdo de vídeo para a plataforma YouTube por meio do canal que abriu em 19 de setembro de 2012 com o nome "Ruhi Çenet Videoları". Em pouco tempo, ele se tornou um dos YouTubers mais proeminentes da Turquia. Ele produz vídeos informativos, educacionais, tutoriais e documentários. Ele é um documentarista independente. Ele se casou com Cansu Gizem Çenet em agosto de 2019. A partir de janeiro de 2022, Çenet também transmite em inglês, alemão, italiano, francês, espanhol e português. Ele tem uma irmã também youtuber, chamada Sümeyra.

## Filmografia
- Enes Batur Hayal mi Gerçek mi? (2018)
- Enes Batur Gerçek Kahraman (2019)

## Controvérsia

### Suposto plágio
Jake Williams, proprietário do canal do YouTube Bright Sun Films, publicou um post em sua conta do Twitter afirmando que Ruhi Çenet copiou "literalmente" o vídeo que ele compartilhou há dois anos com o nome The Story Of The Costa Concordia e pedindo reações a essa situação. Em resposta às reações, Çenet afirmou que ninguém é dono do assunto, que ele apresentou seu próprio estilo e que os dois vídeos são diferentes.

## Prêmios
- Prêmios YouTube - "Silver Play Button" (2015)[5]